# 仁宇城
仁宇城（にうじょう）は、徳島県那賀郡那賀町仁宇・和食（わじき）にあった日本の城。別名は和食城、仁宇山城。

## 歴史
天正年間は湯浅対馬守（藤原兼時）の居城であり天正13年（1585年）に蜂須賀家政が阿波国に入るまで仁宇谷地域を押さえていた。
蜂須賀氏が入部した直後、湯浅氏を首謀者とする仁宇谷衆は一揆を起こすが鎮圧された。仁宇城は阿波九城のひとつの支城として整備され、一揆を鎮圧した山田宗重を城代とし、5000石を有した。一国一城令により寛永15年（1638年）に廃城となった。

## 城跡比定地
現地に複数ある城郭遺構について、どれを仁宇城に比定するかについては諸説ある。
福永素久や高田徹は、那賀川右岸の蛭子神社境内の城郭遺構を比定地とするが、本田昇は『日本城郭大系15巻』などで蛭子神社の西約1.8キロメートルの畑地に位置する城郭遺構を阿波九城の仁宇城と比定している。徳島県発行の遺跡分布地図では、蛭子神社を「和食城」、西の城郭遺構を「小仁宇城」としている。
2017年（平成29年）4月から徳島県立埋蔵文化財総合センターが実施した、西の城郭遺構（小仁宇城）地点の発掘調査では、空堀や土橋、15棟以上の掘立柱建物跡のほか、15世紀代の遺物が多数出土し、小仁宇城跡として確認したと報じられた。
なお、近くにある那賀町立鷲敷小学校校内には「仁宇山城址碑」があり、那賀川の対岸・仁宇地区の民地にも「仁宇城址碑」があるなど、直接城跡ではない地点に石碑類が複数存在する。